# Garrulax chinensis
Garrulax chinensis е вид птица от семейство Leiothrichidae.

## Разпространение
Видът е разпространен във Виетнам, Камбоджа, Китай, Лаос, Мианмар и Тайланд.